# František Véle
František Véle (13. listopadu 1921 Vrát – 22. listopadu 2016, Praha) byl český neurolog, kineziolog, fyzioterapeut a pedagog. Významná osobnost oboru rehabilitace pohybových poruch a myoskeletální medicíny. Jeden z protagonistů tzv. Pražské myoskeletální školy.

## Životopis
Po promoci na lékařské fakultě v Praze roku 1949 pracoval na psychiatrické klinice v Plzni. Během vojenské služby byl odsouzen pro nesouhlas s režimem na 2 roky vězení a po propuštění pracoval jako dělník v továrně. Od roku 1953 pracoval v rehabilitačním ústavu v Janských Lázních jako sekundární lékař a později jako primář oddělení. Současně hospitoval na neurologické klinice v Hradci Králové a v Praze. V Praze se spolu s Karlem Lewitem, Vladimírem Jandou a Janem Jiroutem podílel na vzniku tzv. Pražské myoskeletální školy.
Od roku 1961 pracoval v Ústavu pro doškolování lékařů (ILF), kde byl angažován ve výuce elektrodiagnostických metod (elektromyografie), neurologie a rehabilitace. Během svých cest do Asie se seznámil s východní medicínou a hledal její aplikaci v pohybové léčbě západní kultury. Po dosažení důchodového věku (1988) pracoval u ČSD v laboratoři pro motoriku a od roku 1991 na katedře fyzioterapie FTVS Univerzity Karlovy, jejímž byl vedoucím. Inicioval založení Kineziologické společnosti a snažil se, aby se kineziologie stala habilitačním oborem pro odborníky v rehabilitaci, sportu a tělovýchově.

## Metodologie
Z počátku se zabýval hlavně neurofyziologií, elektromyografií a motorikou, jedním z jeho témat bylo např. ověření Vojtovy metody elektromyografií a videozáznamem. V oblasti poruch nervové soustavy spolupracoval mj. s Dr. Brüggerem (Švýcarsko). Později se věnoval kineziologii, terapii funkčních poruch páteře a manipulační terapii. Přispěl k povědomí o posturální funkci bránice („brániční“ dech), o důležitosti tzv. trojflekční linearity (kyčel-koleno-hlezno) při odvíjení dolních končetin aj. S J. Čumpelíkem také obohatil sestavu rehabilitačních spinálních cviků. Jako vedoucí katedry fyzioterapie FTVS realizoval nové pojetí výuky fyzioterapie, stál u zrodu magisterského studia fyzioterapie a byl garantem specializace fyzioterapie funkčních poruch hybného systému. Zasazoval se též o zavedení preventivních cvičení na školách ku předcházení poruchám páteře u mladých. 

## Publikace
Publikoval řadu prací zabývajících se kineziologií, doma i v zahraničí. Byl členem redakční rady časopisu Funktionskrankheiten. Mezi jeho nejvýznamnější publikace patří:
- Kineziologie pro klinickou praxi (Grada, Praha 1997)
- Kineziologie (Triton, Praha 2007)
- Vyšetření hybných funkcí z pohledu neurofyziologie (Triton, Praha 2012)

## Ocenění
Dvakrát atestoval v oboru neurologie, získal titul kandidát věd CSc, a byl habilitován na docenta rehabilitace. Po smrti Dr. Brüggera byl předsedou mezinárodní Společnosti pro myoskeletální medicínu. Byl nositelem medaile J.E.Purkyně, medaile Palackého Univerzity v Olomouci, stříbrné medaile Karlovy Univerzity v Praze a pamětní medaile k výročí založení UK.